# Raffaele Esposito
Pour les articles homonymes, voir Esposito.

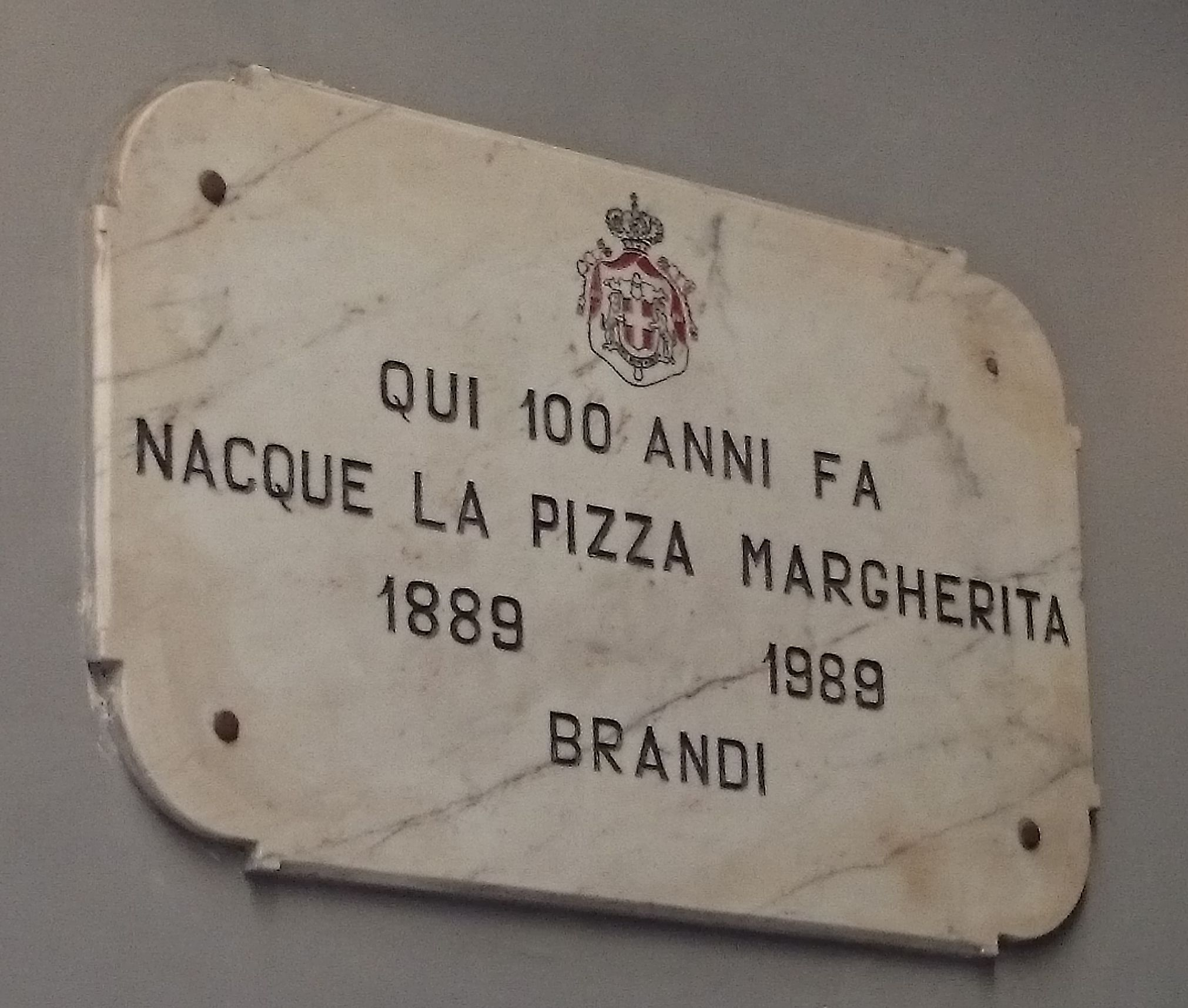
Plaque commémorative à Naples célébrant le anniversaire de l'invention de la pizza.

Raffaele Esposito (prononcé : [raffaˈɛːle eˈspɔːzito]) est un chef cuisinier et propriétaire d'une taverne italien du XIXe siècle, connu pour être le « père de la pizza moderne »,.

## Biographie
Raffaele Esposito est le propriétaire d'une taverne nommée Pizzeria di Pietro e basta così (littéralement la « Pizzéria de Pietro et c'est tout ») ouverte en 1780 par Pietro Colicchio.
En 1889, la pizza n'était pas encore un plat populaire, puisque principalement utilisée par la population pauvre pour récupérer des aliments. À l'époque, Esposito était le premier pizzaïolo à Naples. À la visite du roi Humbert Ier, ce dernier demande à Esposito de lui faire une pizza pour lui et sa femme la reine Marguerite. Esposito et sa femme sont donc convoqués aux cuisines royales pour préparer une pizza,.
Esposito se rend alors compte que l'ail traditionnellement utilisé dans la pizza ne sera peut-être pas au goût du roi et de sa femme et décide de produire trois différentes pizza, dont la dernière contenant de la tomate, du fromage mozzarella et du basilic, comme le drapeau italien,.
La reine Marguerite, qui n'avait jamais mangée de pizza, était tellement ravie par le goût qu'elle demande à son chef d'envoyer une lettre à Esposito lui disant que ses pizzas avaient été délicieuses,. Il en profite alors pour promouvoir son établissement et nomme la pizza Margherita. L'histoire est cependant considérée fausse, puisqu'une pizza avec les mêmes ingrédients était présente à Naples entre 1796 et 1810.
Peu après l'événement, la pizza serait devenue une mode, et Esposito a été surnommé le père de la pizza, pour avoir rendu populaire ces ingrédients dans la pizza,. Le restaurant existe toujours, mais sous un autre nom, celui de Pizzeria Brandi, et la lettre royale est exposée dans le restaurant.